# Мелехіна Аліса
Алі́са Меле́хіна (нар. 1991) — американська шахістка, міжнародний гросмейстер серед жінок (2008), майстер ФІДЕ (2011).

## Життєпис
Народилась 1991 року в місті Сімферополь. Емігрувала з батьками до Сполучених Штатів, коли їй було лише два місяці.
У складі збірної США учасниця 2-х командних чемпіонатів світу (2009 та 2015), панамериканського чемпіонату (2008).
Чемпіонат США із шахів серед жінок — посіла 4-ту сходинку (2009).